# Перелік пам'яток культурної спадщини, що не підлягають приватизації
Перелік пам'яток культурної спадщини, що не підлягають приватизації — об'єкти культурної спадщини України, що занесено до Державного реєстру нерухомих пам'яток України та не підлягають приватизації.
| Регіон                    | Кількість об'єктів культурної спадщини, що не підлягають приватизації |
| ------------------------- | --------------------------------------------------------------------- |
| АР Крим                   | 186                                                                   |
| Вінницька область         | 240                                                                   |
| Волинська область         | 121                                                                   |
| Дніпропетровська область  | 6                                                                     |
| Донецька область          | 12                                                                    |
| Житомирська область       | 11                                                                    |
| Закарпатська область      | 96                                                                    |
| Запорізька область        | 13                                                                    |
| Івано-Франківська область | 130                                                                   |
| Київська область          | 24                                                                    |
| Кіровоградська область    | 51                                                                    |
| Луганська область         | 4                                                                     |
| Львівська область         | 178                                                                   |
| Миколаївська область      | 19                                                                    |
| Одеська область           | 94                                                                    |
| Полтавська область        | 45                                                                    |
| Рівненська область        | 64                                                                    |
| Сумська область           | 13                                                                    |
| Тернопільська область     | 70                                                                    |
| Харківська область        | 40                                                                    |
| Херсонська область        | 11                                                                    |
| Хмельницька область       | 176                                                                   |
| Черкаська область         | 30                                                                    |
| Чернівецька область       | 90                                                                    |
| Чернігівська область      | 61                                                                    |
| Київ                      | 331                                                                   |
| Севастополь               | 191                                                                   |

## Історія
Перелік було затверджено 23 вересня 2008 року Законом України «Про Перелік пам'яток культурної спадщини, що не підлягають приватизації» № 574-VI, набув чинності 17 жовтня того ж року. Був опублікований у:
- «Голосі України» № 198 за 17 жовтня 2008 р.;
- Офіційному віснику України № 79 (стор. 7, стаття 2650, код акту 44674/2008) за 27 жовтня 2008 р.;
- «Урядовому кур'єрі» № 209 від 17 листопада 2008 р.;
- Відомостях Верховної Ради України № 8 (стор. 242, стаття 105) за 20 лютого 2009 р.

12 лютого 2010 року згідно з Законом України „Про внесення змін до Закону України «Про Перелік пам'яток культурної спадщини, що не підлягають приватизації»“ № 1887-VI до переліку були внесені зміни, якими до пам'яток культурної спадщини, що не підлягають приватизації, було віднесено ще 10 об'єктів, зокрема:
- будинок колишніх офіцерських зборів, який належить до першої половини XIX століття (Сімферополь), комплекс споруд Лівадійського палацу, великий палац, в якому проходила кримська Ялтинська конференція в 1945 році, церква Воздвиження Хреста Господнього, палац Фредеріка, колодязь з химерами, колона Махмуд-Хана, леви парадного входу Великого палацу, ковані ворота Італійського дворика Великого Палацу, фонтан в Італійському дворику, фонтан Марія в Арабському дворику, фонтан на східному фасаді Великого Палацу, фонтан Лівадія (всі — Крим);
- комплекс палацу Олександра III, зокрема, палац Олександра III, напівкругла опорна стіна з арками, вазами, ліхтарні колонами і фонтанами, опорна стіна з 4-рівневими сходинками, скульптурами сфінкс, вазами, стовпами опорна стіна з вазами і тумбою (Крим);
- монастир Шолдан, що включає великий та малий печерні храми, келії, господарські та інші печерні споруди;
- печерний монастир Чельтер-Мармара, в який включені храмові руїни, печерні господарські споруди та ряд будинків;
- комплекс Юсупівського палацу (Крим);
- замок Паланок (Мукачево, Закарпатська область);
- вілла «Анна» та вілла «Марина» санаторію «Робочий уголок», будинок художника Л. Ф. Лагоріо у місті Феодосія, садово-парковий архітектурний комплекс санаторію «Ялта» ЧФ РФ.